# Galumna flabellifera
Galumna flabellifera är en kvalsterart som beskrevs av Hammer 1958. Galumna flabellifera ingår i släktet Galumna och familjen Galumnidae.

## Underarter
Arten delas in i följande underarter:
- G. f. flabellifera
- G. f. orientalis